# 112527 Panarese
112527 Panarese è un asteroide della fascia principale. Scoperto nel 2002, presenta un'orbita caratterizzata da un semiasse maggiore pari a 2,6832073 au e da un'eccentricità di 0,0540464, inclinata di 10,14422° rispetto all'eclittica.
L'asteroide è dedicato alla giornalista scientifica italiana Rossella Panarese.